# UTC-09:00

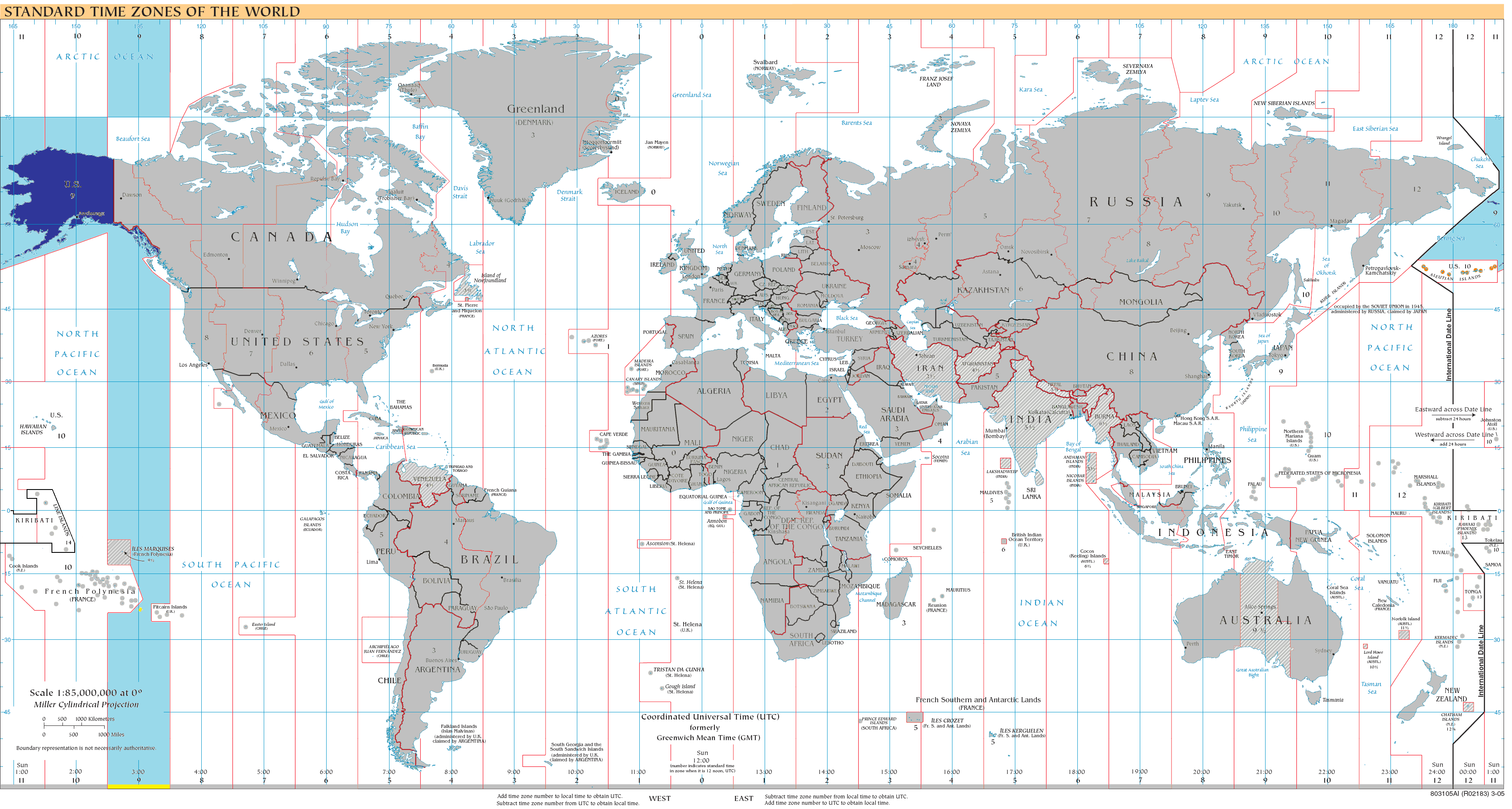
Mapa de UTC-09:00

UTC-09:00 es el trigésimo sexto huso horario del planeta cuya ubicación geográfica se encuentra en el meridiano 135 oeste. Aquellos países que se rigen por este huso horario se encuentran 9 horas por detrás del meridiano de Greenwich.

## Hemisferio norte

### Países que se rigen por UTC-09:00 en Horario Estándar
| Abreviatura | Nombre Completo                                | País                                                                                       |
| ----------- | ---------------------------------------------- | ------------------------------------------------------------------------------------------ |
| AKST        | Hora Estándar de Alaska (Alaska Standard Time) | Estados Unidos - Alaska (excepto las Islas Aleutianas al oeste del meridiano 169.30 oeste) |

### Países que se rigen por UTC-09:00 en Horario de Verano
| Abreviatura | Nombre Completo                                                    | País                                                                           |
| ----------- | ------------------------------------------------------------------ | ------------------------------------------------------------------------------ |
| HDT         | Hora de Verano de Hawaii-Aletuinas (Hawaii-Aleutian Daylight Time) | Estados Unidos - Alaska - Islas Aleutianas al oeste del meridiano 169.30 oeste |

## Hemisferio sur

### Países que se rigen por UTC-09:00 todo el año
| Abreviatura | Nombre Completo                | País                                         |
| ----------- | ------------------------------ | -------------------------------------------- |
| GAMT        | Hora de Gambier (Gambier Time) | Francia - Polinesia Francesa - Islas Gambier |